# Petar Berčić
Petar Berčić (Brčić) (15. stoljeće, hrvatski graditelj i klesar).
Šibenski graditelj porijeklom iz Bribira. Poistovjećuje se s Petrom sinom Jurja Berača, koji je 1447. godine u Šibeniku počeo izučavati graditeljski zanat kod venecijanskog graditelja Lorenza Pincinia, koji je u to vrijeme radio na šibenskoj katedrali. 
U Šibeniku je imao vlastitu radionicu.1453. godine s Andrijom Alešijem gradio je kapelu obitelji Crnota u crkvi sv. Ivana Krstitelja u Rabu. Od 1455. do 1457. godine surađivao je s Juraj dalmatinac|Jurjem Dalmatincem na šibenskoj katedrali. U Šibeniku je isklesao biforu s grbom na kući obitelji Šporčić te gotičke portale kuće Tobalović i biskupske palače.
U Zadru Petar Berčić je radio na crkvi sv. Marije Velike. 1457. godine ugovorio je gradnju novog pročelja crkve sv. Šimuna, od koga su se do danas jedino sačuvali jedan ugaoni pilastar i skulpture sv. Stošije i sv. Zoila.
1459. radio je u Pagu a s Andrijom Alešijem popravljao je zvonik splitske katedrale.